# Slovakiens herrlandslag i ishockey

Slovakiens landslag använder landets statsvapen.

Slovakiens herrlandslag i ishockey spelade sin första match i februari 1940 i Garmisch-Partenkirchen mot Böhmen-Mähren, men förlorade där med 0–12. Man representerade den så kallade Slovakiska republiken, som var en officiellt självständig stat som bildades ur Tjeckoslovakien 1939 och existerade fram till 1945, och i praktiken klassats som tysk satellitstat. Man spelade under andra världskriget flera landskamper fram till 1944. 1945 återskapades Tjeckoslovakien.
Det moderna slovakiska landslaget bildades samtidigt som Tjeckiens herrlandslag i ishockey efter att staten Tjeckoslovakien upplöstes den 1 januari 1993. Första matchen spelades den 12 februari 1993 vid Tournoi de Rouen i Frankrike, och slutade 2-2 mot Frankrike.
Tjeckien fick då stanna kvar i A-gruppen, medan Slovakien fick börja i C-gruppen. Dock fick man en plats i huvudturneringen vid Vinter-OS 1994. Klättringen från C-gruppen till A-gruppen gick på två år, och 1996 spelade man i A-gruppen.
Slovakien betraktades under en längre tid som något sämre än Tjeckien, men klev framför allt i och med VM-silvret år 2000 i Sankt Petersburg och VM-guldet 2002 i Göteborg fram som en stor nation i ishockey. Vid världsmästerskapet 2008 i Kanada tvingades dock Slovakien till kvalspel för att hålla sig kvar i A-gruppen. Slovakien besegrade där Slovenien, höll sig kvar och slutade på 13:e plats i turneringen.
Vid världsmästerskapet 2012 i Finland och Sverige var man dock tillbaka bland medaljörerna, och tog silver efter att ha fått stryk med 2–6 mot Ryssland i finalen. Vid den olympiska turneringen 2022 i Peking tog Slovakien sin första olympiska medalj i ishockey, genom att besegra Sverige med 4–0 i bronsmatchen.

## Placeringar vid stora turneringar

### OS
- 1994 - 6:e plats
- 1998 - 10:e plats
- 2002 - 13:e plats
- 2006 - 5:e plats
- 2010 - 4:e plats
- 2014 - 11:e plats
- 2018 - 11:e plats
- 2022 - 3:e plats

### World Cup
- 1996 - Utslagna i gruppspel
- 2004 - Utslagna i kvartsfinalspel

### Världsmästerskap
- 1994 - 21:a plats (vinnare i C-gruppen)
- 1995 - 13:e plats (vinnare i B-gruppen)
- 1996 - 9:e plats
- 1997 - 8:e plats
- 1998 - 7:e plats
- 1999 - 7:e plats
- 2000 - silvermedalj
- 2001 - 7:e plats
- 2002 - guldmedalj
- 2003 - bronsmedalj
- 2004 - 4:e plats
- 2005 - 5:e plats
- 2006 - 8:e plats
- 2007 - 6:e plats
- 2008 - 13:e plats
- 2009 - 10:e plats
- 2010 - 12:e plats
- 2011 - 10:e plats
- 2012 - Silver
- 2013 - 8:e plats
- 2014 - 9:e plats
- 2015 - 9:e plats
- 2016 - 9:e plats
- 2017 - 14:e plats
- 2018 - 9:e plats
- 2019 - 9:e plats
- 2021 - 8:e plats
- 2022 - 8:e plats
- 2023 - 9:e plats

## Världsmästerskapsstatistik

### 1994-2006
| VM-turneringar    | Matcher | Segrar | Oavgjorda | Förluster | Gjorda mål | Insläppta mål | Poäng |
| ----------------- | ------- | ------ | --------- | --------- | ---------- | ------------- | ----- |
| A-VM              | 82      | 43     | 11        | 28        | 276        | 192           | 97    |
| B-VM/Division I   | 7       | 7      | 0         | 0         | 60         | 15            | 14    |
| C-VM/Division II  | 7       | 6      | 1         | 0         | 52         | 9             | 13    |
| D-VM/Division III | 0       | 0      | 0         | 0         | 0          | 0             | 0     |

### 2007-
| VM-Turneringar | Matcher | Segrar | Förluster | Sudden deaths-/Straffläggningssegrar | Sudden deaths-/Straffläggningsförluster | Gjorda mål | Insläppta mål | Poäng |
| -------------- | ------- | ------ | --------- | ------------------------------------ | --------------------------------------- | ---------- | ------------- | ----- |
| VM             | 69      | 26     | 33        | 4                                    | 6                                       | 198        | 226           | 92    |
| Division I     | 0       | 0      | 0         | 0                                    | 0                                       | 0          | 0             | 0     |
| Division II    | 0       | 0      | 0         | 0                                    | 0                                       | 0          | 0             | 0     |
| Division III   | 0       | 0      | 0         | 0                                    | 0                                       | 0          | 0             | 0     |

- ändrat poängsystem efter VM 2006, där seger ger 3 poäng istället för 2 och att matcherna får avgöras genom sudden death (övertid) och straffläggning vid oavgjort resultat i full tid. Vinnaren får där 2 poäng, förloraren 1 poäng.

## Profiler

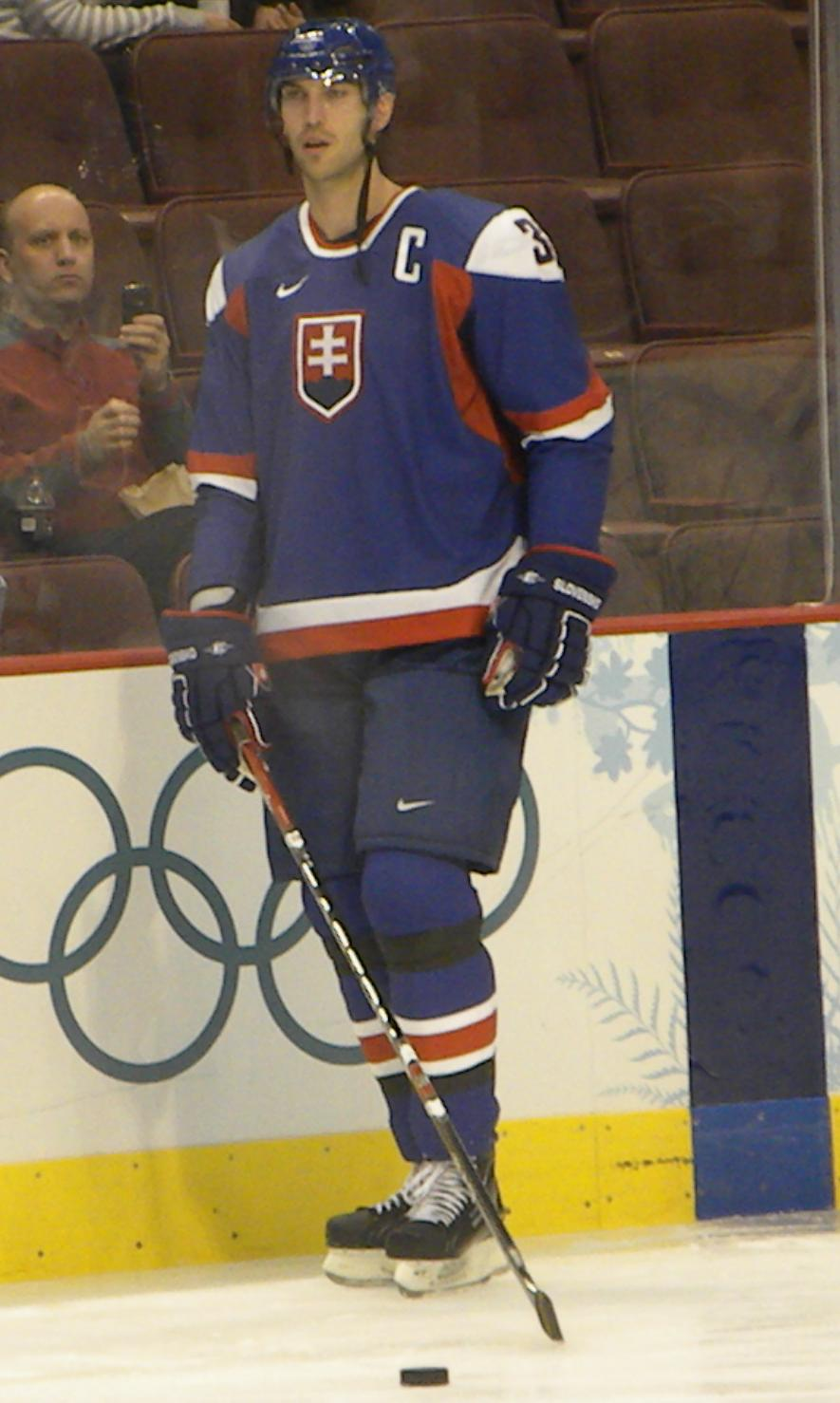
Zdeno Chára

- Zdeno Chára
- Pavol Demitra
- Marián Gáborík
- Marián Hossa
- Ján Lašák
- Miroslav Šatan
- Richard Zedník
- Peter Bondra
- Žigmund Pálffy
- Rastislav Staňa
- Karol Križan

| Slovakiens ishockeylandslag i World Cup 2004 |
| Målvakter 25 Ján Lašák, HC Moeller Pardubice - 31 Rastislav Staňa, Washington Capitals - 37 Peter Budaj, Colorado Avalanche Backar 2 Branislav Mezei, Florida Panthers - 3 Zdeno Chára, Ottawa Senators - 6 Radoslav Suchy, Phoenix Coyotes - 7 Martin Strbak, Pittsburgh Penguins - 17 Ľubomír Višňovský, Los Angeles Kings - 41 Richard Lintner, HC Fribourg-Gottéron - 43 Jaroslav Obšut, Vancouver Canucks - 74 Ladislav Cierny, HKm Zvolen Anfallare 8 Martin Cibak, Tampa Bay Lightning - 10 Marian Gaborik, Minnesota Wild - 15 Jozef Stümpel, Los Angeles Kings - 16 Vladimir Orszagh, Nashville Predators - 18 Miroslav Satan, Buffalo Sabres - 19 Branko Radivojevic, Philadelphia Flyers - 20 Richard Zednik, Montreal Canadiens - 21 Radovan Somik, Philadelphia Flyers - 23 Lubos Bartecko, HC Sparta Prag - 26 Ronald Petrovicky, Atlanta Thrashers - 27 Ladislav Nagy, Phoenix Coyotes - 30 Miroslav Hlinka, HC Zlín - 38 Pavol Demitra, St. Louis Blues - 81 Marian Hossa, Ottawa Senators - 82 Rastislav Pavlikovsky, Leksands IF |